# Lydie Polfer
Lydie Catherine Polfer (Lussemburgo, 22 novembre 1952) è una politica lussemburghese, sindaca di Lussemburgo dal 2013.

## Biografia
Lydie Catherine Polfer è nata nel 1952 nella città di Lussemburgo, come figlia unica di Camille. Nel 1972 si diplomò al Lycée Robert Schumann e nel 1976 si laureò in legge all'Università di Grenoble.
Nel 1977 conseguì un diploma di studi approfonditi (DEA) in integrazione europea al Centre Universitaire de Recherches Internationales et Européennes della stessa città. Nello stesso anno si iscrisse all'Ordine degli Avvocati.

## Vita privata
È sposata con Hubert Wurth, con cui ha una figlia.